# Park River (Dakota del Norte)
Park River es una ciudad ubicada en el condado de Walsh en el estado estadounidense de Dakota del Norte. En el censo de 2010 tenía una población de 1403 habitantes y una densidad poblacional de 249,52 personas por km².

## Geografía
Park River se encuentra ubicada en las coordenadas 48°23′37″N 97°44′39″O / 48.39361, -97.74417. Según la Oficina del Censo de los Estados Unidos, Park River tiene una superficie total de 5.62 km², de la cual 5.62 km² corresponden a tierra firme y (0%) 0 km² es agua.

## Demografía
Según el censo de 2010, había 1403 personas residiendo en Park River. La densidad de población era de 249,52 hab./km². De los 1403 habitantes, Park River estaba compuesto por el 97.01% blancos, el 0% eran afroamericanos, el 1.28% eran amerindios, el 0.21% eran asiáticos, el 0% eran isleños del Pacífico, el 0.36% eran de otras razas y el 1.14% pertenecían a dos o más razas. Del total de la población el 2.35% eran hispanos o latinos de cualquier raza.